# Jastrabie nad Topľou
Jastrabie nad Topľou (en allemand : Jestreb an der Töpl) , (en hongrois : Tapolybánya) est un village de Slovaquie situé dans la région de Prešov.

## Histoire
Première mention écrite du village en 1363.[réf. nécessaire]

## Démographie

### Évolution de la population
| Année:               | 1994. | 2004.   | 2014.   | 2024.   |
| -------------------- | ----- | ------- | ------- | ------- |
| Nombre de personnes: | 377   | 414     | 453     | 497     |
| Différence:          |       | +9,81 % | +9,42 % | +9,71 % |

| Année:               | 2023. | 2024. |
| -------------------- | ----- | ----- |
| Nombre de personnes: | 497   | 497   |
| Différence:          |       | +0 %  |